# Channel One (NTSC-M)
Pour les articles homonymes, voir Channel One.
Channel One est une chaine de télévision hertzienne américaine, ayant émis entre 1937 et 1941 dans la bande de fréquence 44-50 MHz, et 50-56 MHz entre 1941 et 1946.